# Mobile Soldier Gundam
Mobile Soldier Gundam est un jeu vidéo de type shoot 'em up développé et édité par bandai en mai 1983 sur Arcadia 2001. C'est la toute première adaptation en jeu vidéo de la série basée sur l'anime Mobile Suit Gundam.